# Eurymela distincta
Eurymela distincta là một loài bọ nhảy trên lá có nguồn gốc từ lục địa Úc. Loài này có thân hình nêm dài 10–12 mm (dành cho con lớn trưởng thành) hoặc dài 12–14 mm (con cái trưởng thành). Đầu có màu đen với kem hoặc các đĩa bạch hầu trắng. Các pronotum và scutellum là màu đen. Các tegmen là màu đen với một giai điệu màu xanh hoặc tím, và 1-3 mô trắng. Rìa là màu đen. Chân gần màu đỏ và thân màu đen. Phần dưới là màu đỏ tươi.
E. distincta chủ yếu ăn các loài Eucalyptus botryoides và Eucalyptus bridgesiana, dù loài này cũng được ghi nhận trên E. viminalis, E. aggregate và E. macarthurii).
Nhộng và cá thể trưởng thành có thể được chăm sóc bởi khoảng 20 con kiến của chi Iridomyrmex, những loài kiến này cũng chăm sóc các loài côn trùng của các loài Eriococcus coriaceus và E. confusus gây hại trên cùng một cây. Những con kiến ăn các chất dịch có đường của loài bọ này.
Quan sát thực địa tại Bungendore, New South Wales, cho thấy rằng E. distincta tái sản xuất mỗi năm một lần vào mùa xuân, với một cặp sinh sản chiếm một cây. Giao phối diễn ra giữa tháng 9 và tháng 10, với trứng đẻ từ tháng 10 đến tháng 12. Các con cái cắt một khe dọc theo đường kính 1,5-3,8 cm, đẻ khoảng 12 trứng và phủ một cách an toàn với "bọc bọt trắng" Trứng có chiều dài khoảng 2mm. Ấu trùng bắt đầu nở vào tháng 11 và trở thành người trưởng thành vào tháng 2. Các pronyph dễ bị tổn thương có thân trong suốt với mắt đỏ, và biến đổi thành nhộng trước khi nó kết thúc xuất hiện từ vỏ cây (và trứng). Bụng của nó tách ra và nhộng chui ra, trở nên đen trong khoảng 15 phút và bắt đầu cho ăn. Nymphs sau đó thu thập số lượng lớn xung quanh cơ sở của sự tăng trưởng mới trên các chi nhánh và thức ăn. Có 5 giai đoạn (thằn lằn) của nymph: phần đầu tiên trông giống như một con nhện đen với mắt đỏ và bụng trắng, trong khi cái thứ hai lại có bụng màu đỏ của cá thể trưởng thành và có thân dài hơn. 